# Parthia (Schiff, 1870)
Die Parthia war ein 1870 in Dienst gestelltes Passagierschiff der britischen Reederei Cunard Line, das im Passagier- und Postverkehr von Liverpool über Queenstown nach New York eingesetzt wurde. Das Schiff wurde 1887 der Canadian Pacific Railway übergeben und wechselte in der Folgezeit mehrfach den Eigner. Es wurde 1956 nach 86 Dienstjahren abgewrackt.

## Geschichte

### Cunard Line
Das 3.167 BRT große eiserne Dampfschiff Parthia wurde auf der Schiffswerft William Denny and Brothers in der schottischen Hafenstadt Dumbarton gebaut und war 109,87 Meter lang und 12,31 Meter breit. Die Parthia hatte einen Schornstein, drei Masten mit voller Takelage, eine einzelne Schiffsschraube und konnte eine Geschwindigkeit von 12 Knoten (22,2 km/h) erreichen. An Bord war Platz für 150 Passagiere der Ersten und 1.031 der Dritten Klasse.
Die Parthia war einer von fünf neuen, aus Eisen gebauten Schrauben-Expressdampfern, die die Cunard Line in Auftrag gab, nachdem sich die 1867 in Dienst gestellte Russia bewährt hatte. Die Russia war Cunards erster Passagierdampfer, der nicht mehr von einem Schaufelrad, sondern von einer Schraube angetrieben wurde. Diese Methode wurde dann auch bei Cunards späteren Schiffen angewandt.
Der Stapellauf der Parthia fand am 10. September 1870 statt. Am 17. Dezember 1870 lief sie zu ihrer Jungfernfahrt von Liverpool nach New York aus. Im März 1880 nahm sie die leck geschlagene Bark Mary A. Marshall in Schlepp, die am darauf folgenden Tag sank. Im November 1880 rettete sie die Mannschaft der sinkenden Bark James Edwards. Im Jahr 1881 wurde das Schiff verwendet, um Truppen nach Alexandria zu bringen, die in Khartum während des aufziehenden Mahdi-Aufstands eingesetzt werden sollten.
Die Parthia blieb bis zum 14. November 1883 im Liverpool-New York-Service. Danach wurden sie und die Batavia an die Bauwerft John Elder & Company verkauft, um den Bau der neuen Schwesterschiffe Umbria und Etruria finanzieren zu können.

### Pazifikroute
Nachdem die Parthia 1885 mit Dreifachexpansions-Dampfmaschinen ausgerüstet worden war, unternahm sie eine oder mehrere Fahrten nach Australien. In den Jahren 1887 bis 1891 verkehrte sie für die Canadian Pacific Railway (CPR) auf der Pazifikroute Vancouver–Yokohama–Shanghai–Hongkong. 1891 wurde die Parthia an die Northern Pacific Line verkauft. Für dieses Unternehmen fuhr das Schiff unter dem Namen Victoria von Tacoma nach Hongkong.
1898 wurde der Dampfer an die US-amerikanische Reederei North American Mail Line verkauft, für die er unter amerikanischer Flagge dieselbe Route bediente, aber auch Truppen nach Manila brachte. 1901 wurde die Victoria wieder der Northern Pacific Line übergeben, ab 1904 von North Western Commercial genutzt und ab 1908 von der Alaska Steamship Company auf deren Alaska-Route eingesetzt.
Die Reederei ließ das Schiff kostenaufwendig überholen, stattete es mit neuen Maschinen aus und erweiterte die Passagierkapazität. Im Jahr 1934 absolvierte die Victoria für die Alaska Steamship Company die erste Kreuzfahrt in die Arktis mit Zwischenstopps in Nome und Kotzebue.

### Späte Jahre
1935 wurde die Victoria für drei Jahre am Lake Union in Seattle aufgelegt. 1941 wurden die Passagierunterkünfte demontiert. Bis 1947 stand die Victoria im Dienst der War Shipping Administration. Am 23. Mai 1952 wurde das Schiff erneut aufgelegt.
Mit der Straits Towing Company in Vancouver fand sich 1954 doch noch ein neuer Eigner, der die inzwischen 84 Jahre alte Victoria zum Holztransport in einen Leichter umwandelte und ihr den Namen Straits Nr. 27 gab. 1956 wurde das Schiff nach Japan verkauft und im selben Jahr unter dem Namen Straits Maru in Osaka abgewrackt.